# Partit Radical (Itàlia)
Partit Radical (italià Partito Radicale, PR) fou un partit polític italià actiu entre 1955 i 1989, quan canvià el nom pel de Partit Radical Transnacional, i prefereix desenvolupar activitat política o cultural sense participar en conteses electorals, donant suport les llistes Pannella i Bonino i a Radicali Italiani.

## Orígens
Hom el considera hereu del Partit Radical Històric de Felice Cavallotti i Agostino Bertani, d'esperit laic i liberal que el 1904 sota Ettore Sacchi va prendre derives anticlericals. Durant el feixisme el seu ideari fou reivindicat per molts intel·lectuals antifeixistes com Carlo Rosselli.
Fou creat el 1955 com a Partit Radical dels Liberals i Demòcrates Italians (PRLDI) com a escissió del PLI, per Leopoldo Piccardi, Mario Pannunzio, Ernesto Rossi, Leo Valiani, Guido Calogero, Giovanni Ferrara, Paolo Ungari, Eugenio Scalfari i Marco Pannella. Reclamaven l'actualització de la constitució italiana i la instauració efectiva d'un estat laic i liberal de dret sense discriminacions religioses o polítiques. Ernesto Rossi, procedent del Partit d'Acció, era membre de la societat ‘’Amici del Mondo’’, que protagonitzaren la primera contesa política a les eleccions de 1956, amb campanyes contra l'especulació fomentada pels regidors. El 1959 van fer campanya contra la DCI acusant-la de monopolitzar la política italiana. El març de 1959 Marco Pannella va publicar a ‘’Paese’’ l'article ‘’Esquerra democràtica i PCI’’, on mostrava la necessitat d'una aliança de tota l'esquerra, inclòs el Partit Comunista Italià, per a fer una alternativa democràtica. El novembre de 1960 ho presentà com a alternativa al Consell Nacional del partit, i el 1961 sortí el diari Sinistra Radicale.

## Expansió (anys 1960)
Durant els anys 60 s'hi incorporaren Elio Vittorini, l'actor Arnaldo Foà, Stefano Rodotà, Lino Januzzi i Antonio Cederna, cosa que li va donar component mediàtic. A les administratives del 1960 pactà amb el PSI. El 1962 es produí l'escissió del partit entre l'element més esquerrà (Pannella, Spadacia) i els filo-lamalfians (Pannunzio) contra els seguidors dels Amici del Mondo, a causa del cas Piccardi. Leopoldo Piccardi, conseller d'estat, havia col·laborat amb el Tercer Reich en la redacció de les lleis racials per a Itàlia. Mentre que Pannunzio el va condemnar, Rossi el va defensar. Així Rossi i els Amici del Mondo deixaren el partit.
Aquest enfrontament intern l'aprofitaren els de Sinistra Radicale per a aconseguir la direcció del partit. El 1963 crearen una ‘’Agenzia radicale’’ que va fornir l'opinió pública de notícies sobre la situació política. Alhora, accentuà el seu anticlericalisme; participà en les campanyes a favor de la llei del divorci (1965-1974) i el 1971 participà en la Lliga Italiana per l'Abrogació del Concordat (LIAC), que el 1973 es pronuncià a favor d'un referèndum per a abolir el concordat amb el Vaticà. El 1976 ho passaren com a projecte de llei al cap de govern Giulio Andreotti i el 1977 assoliren les firmes necessàries, toti que el 1978 la Cort Constitucional declarà inadmissible la petició en considerar el Concordat com un tractat amb un Estat estranger. També impulsaren la Lliga 13 de Maig que demanava la legalització de l'avortament. Això i la defensa del pacifisme i dels drets humans els van fer guanyar molts adeptes durant els anys setanta.
Crearen la Lliga per a la Institució del Divorci, el Centre d'Informació d'Esterilització i Avortament (CISA), el Coordinamento Radicale Antiproibizionista de la droga, la Lega degli Obiettori di Coszienza (per Roberto Cicciomessere), i es federaren amb el FUORI (Fronte Unitario Omossessuale Rivoluzionario Italiano d'Angelo Pezzana i Mario Mieli), i els ajudà Radio Radicale, coordinada per Mario Taradash.
Organitzaren marxes antimilitaristes el 1967 Milà-Vicenza contra la guerra de Vietnam i de solidaritat amb Txecoslovàquia (1968), i promou el I Congrés Antimilitarista el 4 de novembre de 1969. En els anys 1970 lluitaren pels drets de la dona i dels homosexuals. Amb Moviment Alliberament de la Dona (MLD), fundat el 1970, el 1973 donaren suport projecte de llei sobre avortament de Loris Fortuna. El 20 de setembre de 1973 es constitueix el CISA, que el novembre de 1974 es federa amb Partit Radical. El 1975 organitza campanya desobediència civil en clíniques clandestines que provoca arrestament del seu secretari Gianfranco Spadaccia i de les militants Emma Bonino i Adele Faccia, que es declaren corresponsables dels avortaments. Però alhora aconsegueix 800.000 firmes per un referèndum avortament, de manera que el 1977 s'aprova una llei d'avortament, tot i de possibilitats escasses.

## Obstruccionisme parlamentari
El 1976 es van oposar a l'elecció del president de la Cambra dels Diputats, el comunista Ingrao i reivindiquen el paper del Parlament com a fòrum de debat i no pas com a registre de decisions ja preses prèviament. Foren acusats d'obstruccionisme parlamentari en oposar-se a les mesures excepcionals que donaven poders a la policia i perllongaven el període d'arrestament preventiu (Decret Cossiga). El 1977 denunciaren les implicacions de l'afer Lockheed (que provocà la dimissió del president Giovanni Leone el 1978), el 1979 l'afer Sindona i el paper de la lògia P-2. També provocaren fort debat polític en presentar dins les llistes del partit a eleccions el filòsof Tonio Negri (aleshores en crida i cerca, acusat de ser ideòleg de les Brigades Roges), l'actriu porno Ilona Staller Cicciolina o el cantant Domenico Modugno. A les eleccions legislatives italianes de 1979 assolí el 3,45% dels vots i 18 escons, a les de 1983 el 2,19%, i 2,59 a les de 1987.

## Dissolució del Partit
Després del Congrés de Trieste de 2 a 6 de gener de 1988 es transformà en Partit Radical Transnacional, que permetia l'adscripció a altres partits. A les eleccions europees de 1989 es presentaren en 4 llistes: 
- Marco Taradash (Llista Antiprohibicionista de la Droga)
- Marco Pannella (amb PRI-PLI)
- Giovanni Negri (amb PSDI)
- Francesco Rutelli i Adelaide Aglietta (amb Verdi Arcobaleno i alguns DP).

A les eleccions administratives de 1990 Marco Pannella i Emma Bonino foren escollits dins una llista alternativa amb el PCI per l'Aquila i Bra. Des del 1992 es va dissoldre en diversos grups electorals, principalment la Llista Marco Pannella, que a les eleccions europees de 1999 obté un escó per a Emma Bonino (8,5% dels vots). Finalment, el 2001 neix Radicals Italians i el 2004 Partit dels Radicals d'Esquerra. Del 2005 al 2008 constituïren amb altres grups la federació Rosa al Puny.

## Resultats electorals
° A algunes regions es presentaren amb PSI i PSDI (a Trentino-Tirol del Sud amb els Verds), aplegant 1.020.716 voti (3,15%), per a 10 escons assignats a altres partits.

## Secretaris
- Mario Pannunzio (1956-1959)
- Leopoldo Piccardi, Arrigo Olivetti, Franco Libonati (1959-1962)
- Bruno Villabruna (1962-1963)
- Gianfranco Spadaccia (1967-1968; 1974-1976)
- Mauro Mellini (1968-1969)
- Angiolo Bandinelli (1969-1970; 1971-1973)
- Roberto Cicciomessere (1970-1971; 1983-1984)
- Giulio Ercolessi (1973-1974)
- Adelaide Aglietta (1976-1978)
- Jean Fabre (1978-1979)
- Giuseppe Rippa (1979-1980)
- Francesco Rutelli (1980-1981)
- Marco Pannella (1981-1983)
- Giovanni Negri (1984-1988)
- Sergio Stanzani (1988-1993)
- Emma Bonino (1993-1995)
- Olivier Dupuis (1995-2003)